# روارود
روارود (به لاتین: Rvarud) یک منطقهٔ مسکونی در جمهوری آذربایجان است که در شهرستان لریک واقع شده‌است. روارود ۸۲۰ نفر جمعیت دارد.

## ریشه واژه
این روستا از چهار سو توسط کوه‌های بلند احاطه شده است.  از آنجایی که این کوه ها رو به روی یکدیگر قرار دارند، نام روستا را می توان برگرفته از واژه روبه‌رو دانست.  همچنین رُ در زبان تالشی به معنای راه، وه به معنی لبه،  رو «رود» به معنای رودخانه است، بدین ترتیب نام روستا به صورت رود کنار جاده هم معنی می‌دهد.